# Церковь Троицы Живоначальной в Высокове
Церковь Троицы Живоначальной в Высокове — соборный храм в селе Высоково (ныне это территория Советского и Нижегородского районов Нижнего Новгорода).
Дата постройки точно неизвестна, но освящение храма произошло в 1815 году епископом Нижегородским Моисеем. Известно, что архитектором был Иван Иванович Межецкий, который проектировал здание по типу «корабль», со строго осевым расположением алтаря, молельного зала, трапезной и высотной колокольни. Церковь расположена на Овражной улице. Освящена церковь в честь Троицы Живоначальной, а придел — в честь праздника Покрова Пресвятой Богородицы. В то время село Высоково находилось за пределами Нижнего Новгорода и было вотчиной Нижегородского Печерского монастыря, но в 1929 году включено в состав города.
В советское время храм был закрыт всего на 2,5 месяца, открывшись на 40-й день войны. В 1942 году городская Троицкая церковь была единственной действующей на большой территории Горького, а число её прихожан превышало 5 тысяч человек. В 1943—1974 годах церковь в Высокове имела статус кафедрального собора. С 1997 года при храме действует воскресная школа для детей.
В настоящий момент в храме хранятся святыни: Животворящий Крест из Соловецкого монастыря, а также старинные иконы Спасителя, Божией Матери и святителя Николая Чудотворца. Рядом с храмом находится Высоковское кладбище.